# آلکساندر خاتیسیان
آلکساندر خاتیسیان (Ալեքսանդր Խատիսեան؛ ‏ ۱۷ فوریهٔ ۱۸۷۴ – ۱۰ مارس ۱۹۴۵) یک روزنامه‌نگار و سیاست‌مدار اهل ارمنستان بود. آلکساندر خاتیسیان بین سال‌های ۱۹۱۰ تا ۱۹۱۷ شهردار تفلیس بود. در طی تأسیس اولین جمهوری ارمنستان او به عنوان عضو شورای ملی ارامنه تفلیس در شورای ملی ارامنه و بعداً در هیئت رئیسه دائمی انتخابی از سوی کنگره ارامنهٔ شرق خدمت نمود. بعد از اعلام موجودیت اولین جمهوری ارمنستان او به عنوان وزیر خارجه خدمت نموده و پیمان باتومی را با امپراتوری عثمانی امضا نمود او از ۱۹۱۹ تا ۱۹۲۰ نخست‌وزیر ارمنستان بود.

## زندگی‌نامه
آلکساندر خادیسیان در ۱۸۷۴م در خانواده ای اشرافی در تفلیس متولد شد. در رشتهٔ پزشکی دانشگاه‌های مسکو و خارکف تحصیل کرد و تحصیلات تخصصی را در ایتالیا، فرانسه و آلمان به پایان رساند. سپس، به تدریس رشتهٔ بهداشت عمومی و تأسیسات شهری پرداخت و تألیفات خود را دراین زمینه در پاریس و آلمان منتشر ساخت. خادیسیان در ۱۹۰۰م به تفلیس بازگشت و به فعالیت‌های سیاسی پرداخت. او در سمت‌های سخنگوی شورای شهر، مشاور شورای شهر و عضو ادارهٔ امور شهری به فعالیت مشغول شد.
خادیسیان در انقلاب نافرجام ۱۹۰۵م روسیه شرکت کرد. در ۱۹۰۷م، به معاونت شهرداری تفلیس منصوب شد. از ۱۹۱۰م به مدت هفت سال شهردار تفلیس بود. از ۱۹۱۴م، نیز به ریاست کمیتهٔ اتحاد شهرهای قفقاز انتخاب شد.
در سال‌های جنگ جهانی اول از کسانی بود که دست به جمع‌آوری کمک‌های نقدی و غیرنقدی برای آوارگان و بازماندگان نژادکشی ارمنیان زد. همچنین، در تشکیل جوخه‌های داوطلب رزمندگان ارمنی همکاری‌کرد. بین ۱۹۱۵–۱۹۱۷م در سمت نایب رئیس شورای ملی ارمنیان در تفلیس انجام وظیفه کرد.
در ۱۹۱۶م، در شورای بررسی عزل تزار، در مسکو شرکت کرد. او مأموریت یافت تا به نیکلا، ولیعهد روسیه و نایب السلطنهٔ قفقاز، پیشنهاد دهد که پس از عزل تزار بر تخت سلطنت نشیند. پس از انقلاب فوریهٔ ۱۹۱۷م تا اکتبر ۱۹۱۷  شورای ملی و به مدت دو ماه، شورای احزاب سیاسی ارمنی را اداره کرد.
در ۱۹۱۸م، به سمت وزیر دارایی و تدارکات جمهوری فدراتیو دموکرات ماورای قفقاز منصوب شد، که به تازگی تشکیل شده بود. همچنین، سمت وزیر پشتیبانی دولت متحد ماورای قفقاز (سِیم) را بر عهده گرفت. در کمیسیون صلح ارمنستان و ترکیه در طرابوزان و باتومی (۱۹۱۸) شرکت و پس از اعلام استقلال جمهوری ارمنستان در ۲۸ مه ۱۹۱۸م همراه با هوهانس کاجازنونی معاهدهٔ صلح باتومی را امضا کرد. در نوامبر همان سال سمت وزارت امور خارجه به وی محول شد. پس از مدتی کفالت نخست‌وزیری، در بهار ۱۹۱۹م به نخست‌وزیری ارمنستان منصوب و سه دولت پی در پی را تشکیل داد. پس از شورش بلشویک‌ها در مه ۱۹۲۰م در ارمنستان، دولت خادیسیان استعفا داد. او برای دریافت کمک‌های مالی و فروش اوراق قرضهٔ ملی و تشکیل بنیاد زرین به خارج رفت.
پس از انقراض جمهوری اول ارمنستان، خادیسیان راهی پاریس شد و در مقام معاون و سپس، رئیس هیئت ملی نمایندگان ارمنی به فعالیت سیاسی خود ادامه داد.  در ۱۹۲۲–۱۹۲۳م در کنفرانس لوزان شرکت و از منافع ملت ارمنی دفاع کرد. از آنجایی که از دوستان صمیمی رئیس کمیتهٔ امداد بین‌المللی بود کمک‌های شایانی به آسیب دیدگان زلزلهٔ ۱۹۲۶م ارمنستان کرد.
در سال‌های جنگ جهانی دوم، هنگام اشغال پاریس، به شهر پورتو پرتغال رفت. در ۱۹۴۴م، به اتهام واهی داشتن ارتباط با آلمان نازی مدت کوتاهی را در بازداشت گذراند ولی به علت ناکافی بودن مدارک آزاد شد.  آلکساندر خادیسیان در ۱۹۴۵م در پاریس درگذشت.